# Lisette Melendez
Lisette Melendez (1967) é uma cantora americana de freestyle e dance-pop. Melendez é melhor lembrada pelo seus hits "Together Forever", "A Day in My Life (Without You)" e "Goody Goody", que chegaram na posição #35, #49 e #53 na Billboard Hot 100.

## Discografia

### Álbuns de estúdio
| 1991                                               | Together Forever - Lançado: 1991 - Gravadora: Columbia/Fever Records/R.A.L.        | —   | 7  | 100 |
| 1994                                               | True to Life - Lançado: 18 de Janeiro de 1994 - Gravadora: Chaos Recordings/R.A.L. | 100 | 28 | 3   |
| 1997                                               | Imagination - Lançado: 17 de Dezembro de 1997 - Gravadora: Victor/Warlock Records  | —   | —  | —   |
| 1998                                               | Un Poco de Mi - Lançado: 10 de Março de 1998 - Gravadora: WEA Latina               | —   | —  | —   |
| "—" denota um lançamento que não entrou na parada. |                                                                                    |     |    |     |

### Singles
- 1988: Make Noise
- 1990: If You Truly Love Me
- 1990: Together Forever
- 1991: A Day in My Life (Without You)
- 1991: Never Say Never
- 1993: Goody Goody
- 1994: Will You Ever Save Me
- 1996: Time Passes By
- 1998: Algo de Mi
- 1998: Make the Way
- 2005: I Can't Change Your Mind

### Vídeoclipes
| Ano  | Título                           | Diretor(es) |
| ---- | -------------------------------- | ----------- |
| 1991 | "Together Forever"               | —           |
| 1991 | "A Day in My Life (Without You)" | —           |
| 1991 | "Never Say Never"                | —           |
| 1993 | "Goody Goody"                    | Rosie Perez |
| 1994 | "Will You Ever Save Me"          | —           |
| 1998 | "Algo de Mi"                     | —           |